# Вулиця Вокзальна (Хмельницький)
Ву́лиця Вокза́льна пролягає від вулиці Проскурівського підпілля через приватну забудову Ближніх Гречан до кварталів промислової забудови залізничної станції Гречани у місті Хмельницькому.

## Історія
Вулиця сформувалася та отримала свою назву ще за часів існування приміського села Гречани, яке в 1946 році було приєднано до Проскурова. До 2000 року вулиця Вокзальна продовжувалася також з іншого боку залізниці до вокзалу станції Гречани (звідси й отримала назву). Але у 2000 році привокзальна частина вулиці була перейменована на честь Б. С. Олійника.

## Заклади освіти

### Вокзальна, 16

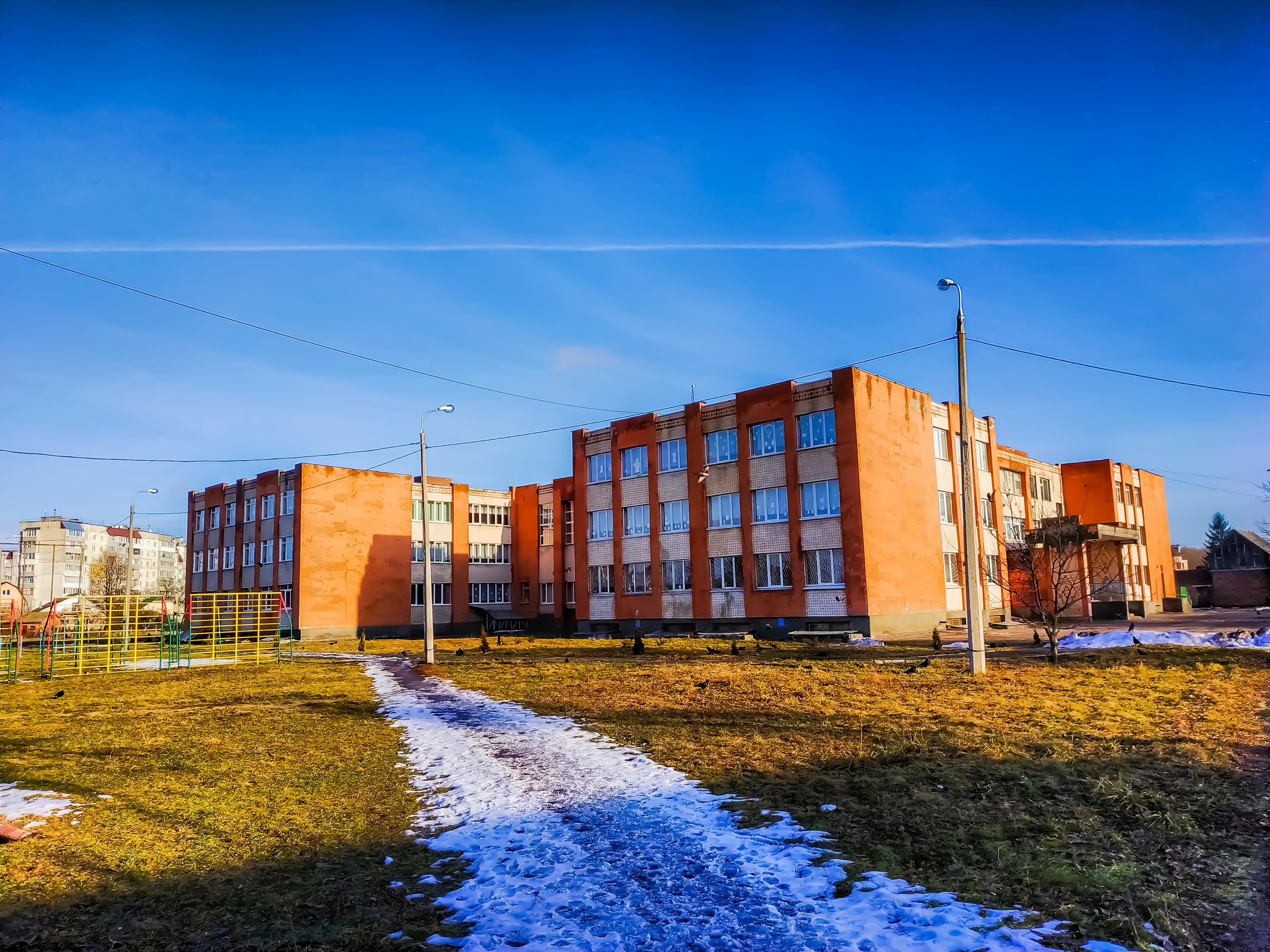
Школа № 29
15 серпня 1990 року — юридичне створення загальноосвітньої школи № 29. Перший директор школи — Химич Віктор Анатолійович. Теперішній директор[коли?] — Стремецький Станіслав Францович.

10 травня 2001 року — рішенням 20-ї сесії Хмельницької міської ради школа № 8 отримала статус спеціалізованої загальноосвітньої школи I—III ступенів № 29 з поглибленим вивченням окремих предметів і курсів (інформатика) 
12 листопада 2003 року — реорганізація школи в спеціалізовану загальноосвітню школу I—III ступенів № 29 міста Хмельницького.

## Заклади культури

### Вокзальна, 56
Районний будинок культури [Архівовано 11 березня 2018 у Wayback Machine.]

## Польський народний дім

### Вокзальна,59[1]

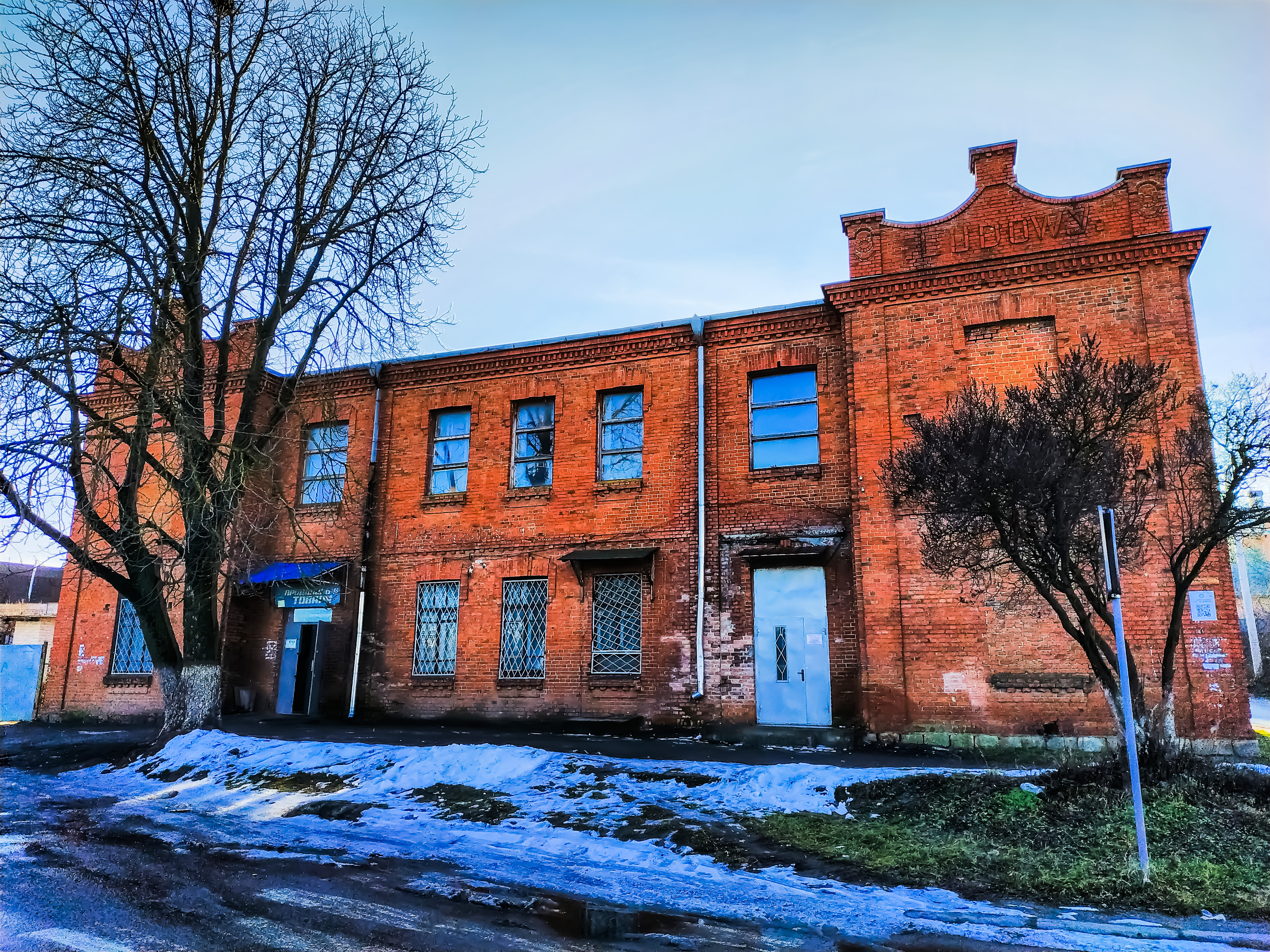
Колишній польський народний дім

1928 року у селі Гречани повністю за кошти місцевої польської громади був зведений Народний дім. Ця назва польською мовою «Dom Ludowy» до цієї пори прикрашає фронтон будівлі по вулиці Вокзальна, 59. З кожного подвір'я збирали по 5 карбованців на будівництво (на той час за 5 карбованців можна було купити корову).
Культурно-просвітницька діяльність Народного дому припинилась у 1936 році у зв'язку зі сталінськими репресіями, коли на підставі Постанови Політбюро ЦК КП(б)У «Про переселення 1500 польських родин з прикордонних округів Вінницької області» від 16 жовтня 1935 року більшість польських родин було примусово депортовано до Сибіру та Казахстану. Приміщення Народного дому стало власністю держави, а пізніше передане у власність Проскурівському міськкомунгоспу.
7 серпня 1950 року на підставі рішення виконкому Проскурівської міськради 15 % домоволодіння перейшло у власність Гречанського сільського споживчого товариства.
У 1970-х роках першим поверхом користувалися Хмельницьке міське об'єднання «Продтовари» і «Промтовари», другий поверх використовувався як складське приміщення для схову спортінвентарю місцевої школи.
У 1986 році виконком Хмельницької міської ради 16 січня приймає рішення, а 20 лютого — доповнення до нього щодо передачі будівлі загальною площею 555 м2 балансовою вартістю 24 143 карбованці на баланс Хмельницького відділення торгово-промислової палати.
Після розпаду СРСР та набуття Україною незалежності польською громадою міста приймається рішення повернути свою власність — Народний дім, або принаймні добитися безкоштовного користування ним.
Станом на лютий 2021 року будівля перебуває на балансі комунального підприємства «Спортивно-культурний центр „Плоскирів“» Хмельницької міської ради. Перший поверх частково перебуває в оренді продовольчого магазину, частково використовується комунальним підприємством (проводиться ремонт). Другий поверх перебуває в користуванні обласної спілки поляків до 2049 року.

## Станція Гречани

### Вокзальна, 135

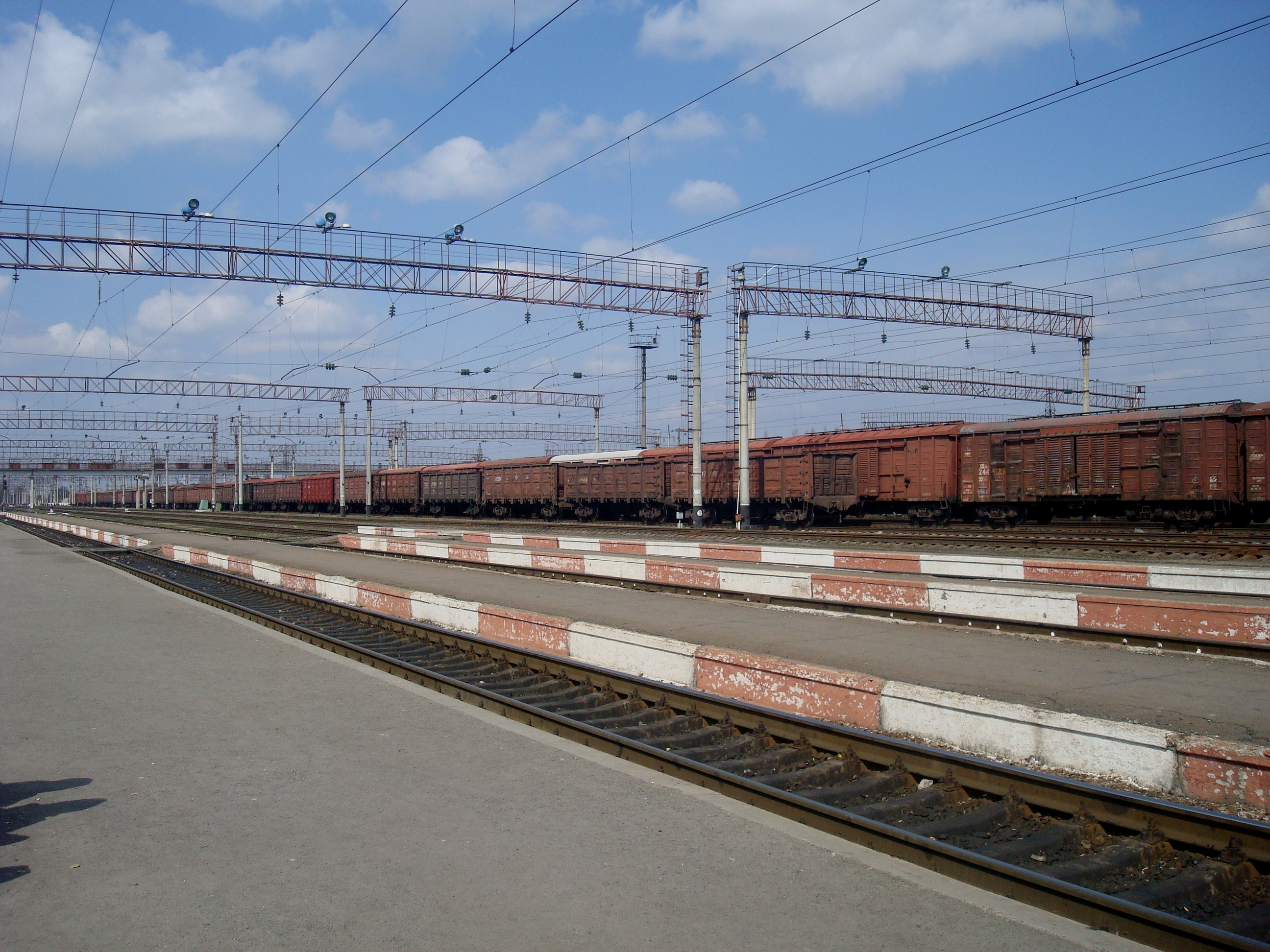
Станція Гречани

1913 року Товариство Подільської залізниці збудувало у Гречанах паровозне депо (нині — локомотивне депо Гречани) та залізничні майстерні. А після відкриття у 1913—1914 роках на Подільській залізниці руху потягів від Проскурова до Шепетівки та Кам'янця-Подільського, саме станція Гречани стала залізничним вузлом. Тому не дивно, що під час військових дій Гречани іноді відігравали у стратегічному плані більшу роль, ніж Проскурів. Так, навіть перший в історії міста наліт ворожої авіації, що стався під час Першої світової у 1915 році, був спрямований не стільки на Проскурів, скільки на Гречани. Німецький літак, подолавши лінію фронту, скинув дві бомби на станцію, але не влучив. Під час Другої світової війни Гречани були під «особливою» увагою німецької армії. Проте це не завадило залізничникам вже у 1941 році створити підпільну антифашистську групу, яка виводила з ладу техніку, зривала рух потягів, проводила інші диверсії. Імена Л. Пірковського, X. Саварчука, В. Ручковської та інших гречанських підпільників навічно вписані в героїчну історію опору. Запеклі бої розгорнулися за Гречани під час боїв у березні 1944 року, коли на станцію вели наступ частини 127-ї стрілецької дивізії полковника Говорова.

## Галерея

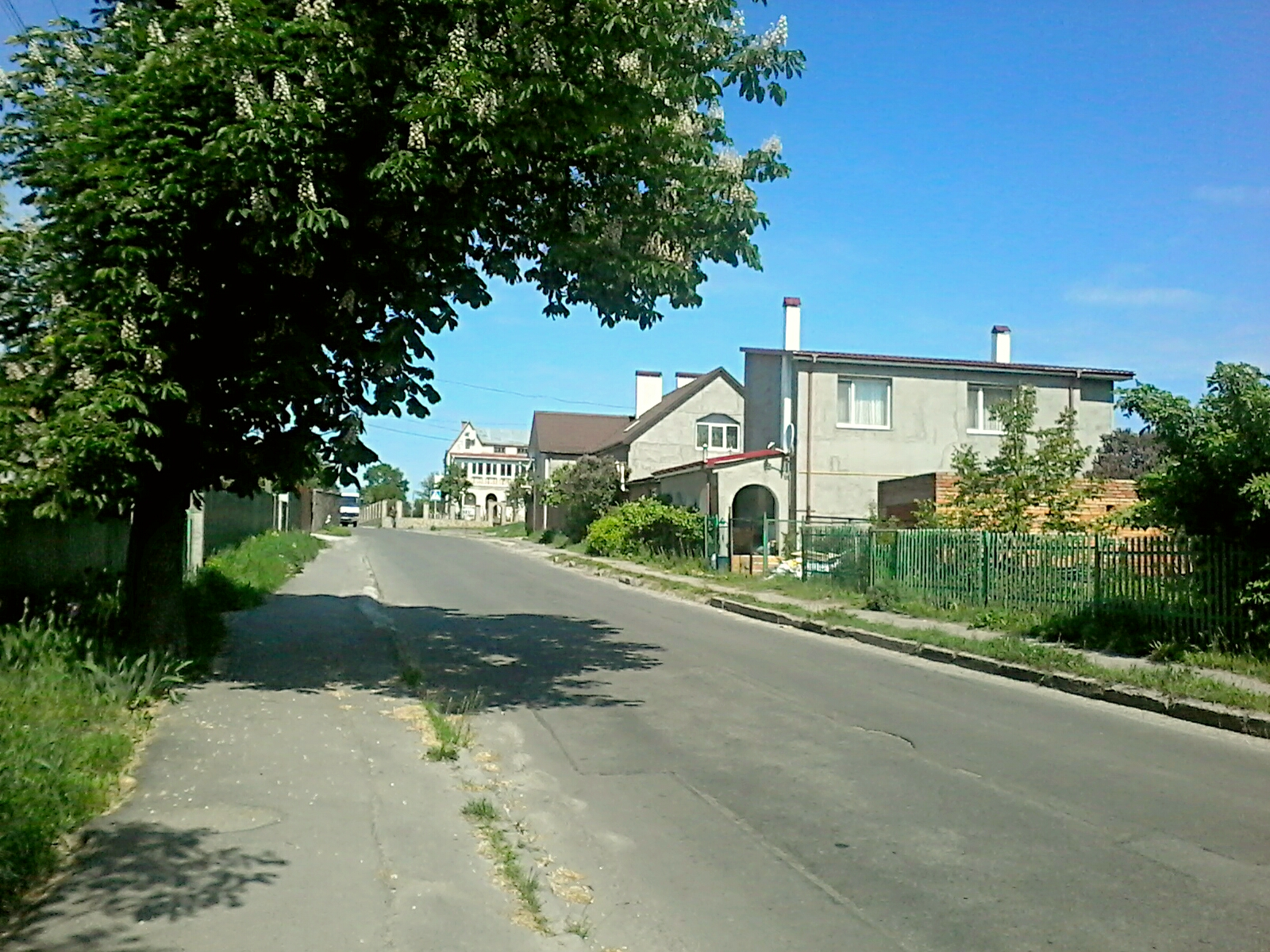
Початок вулиці Вокзальної
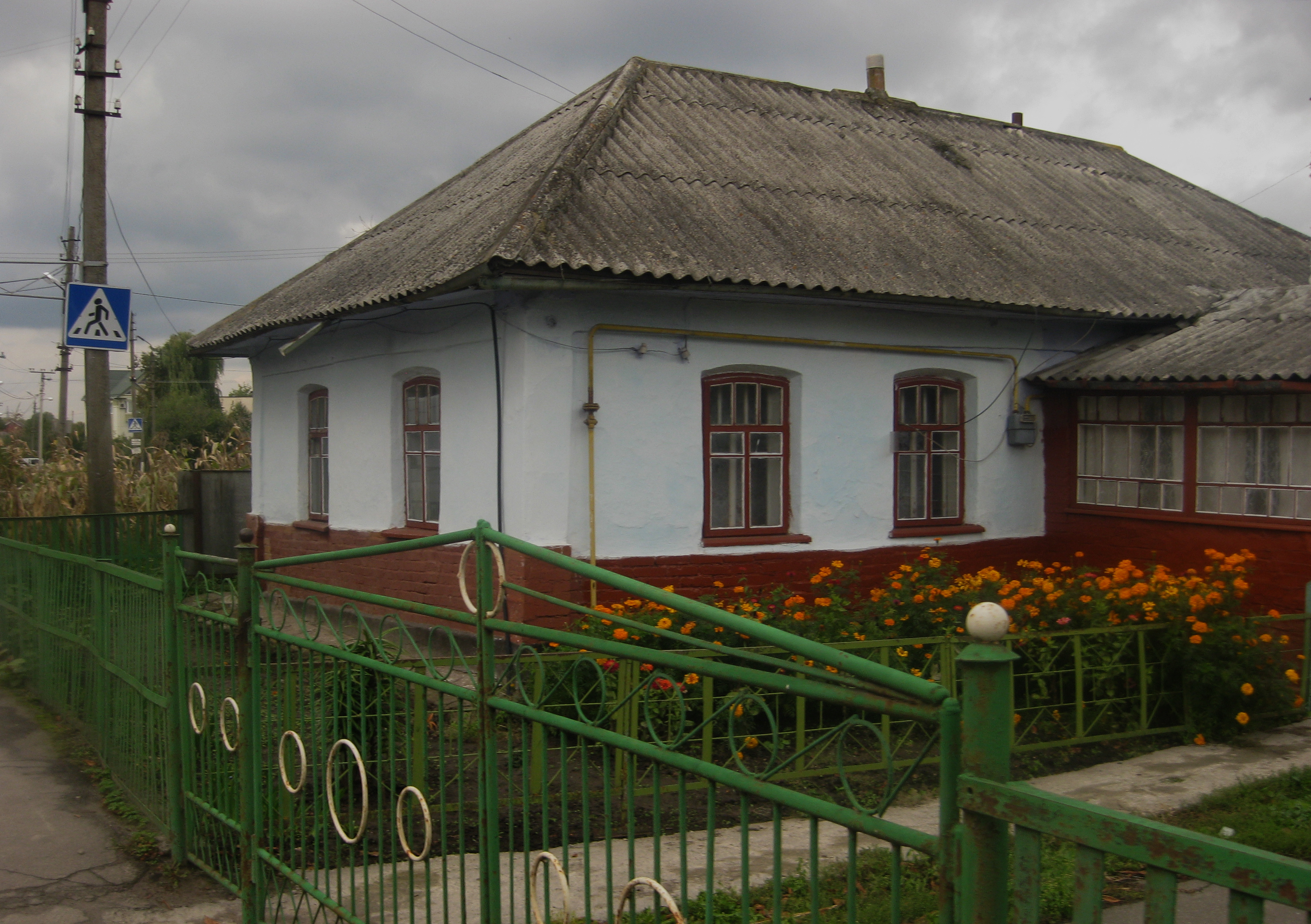
Вокзальна, 50
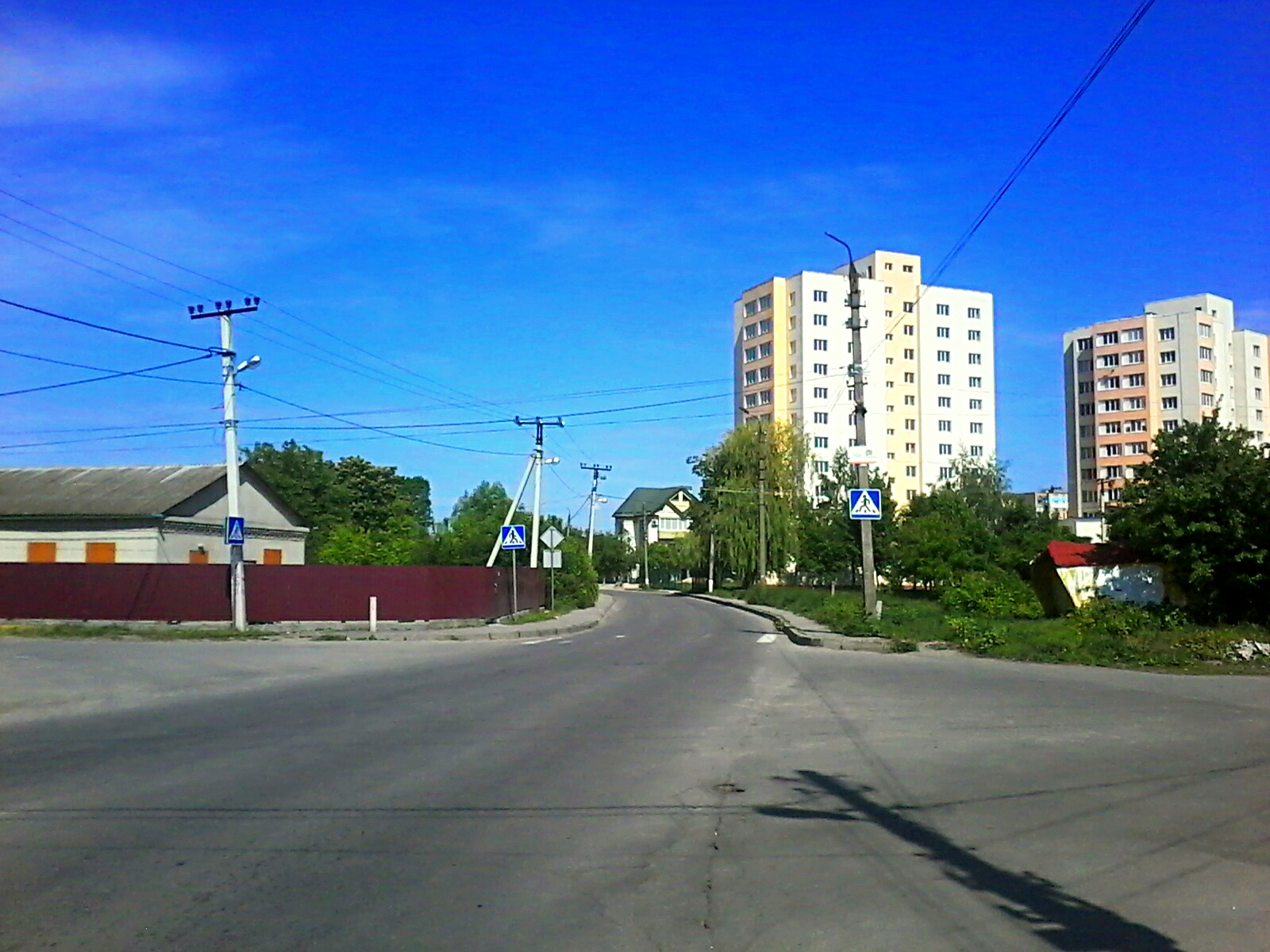
Перехрестя з вул. Качинського
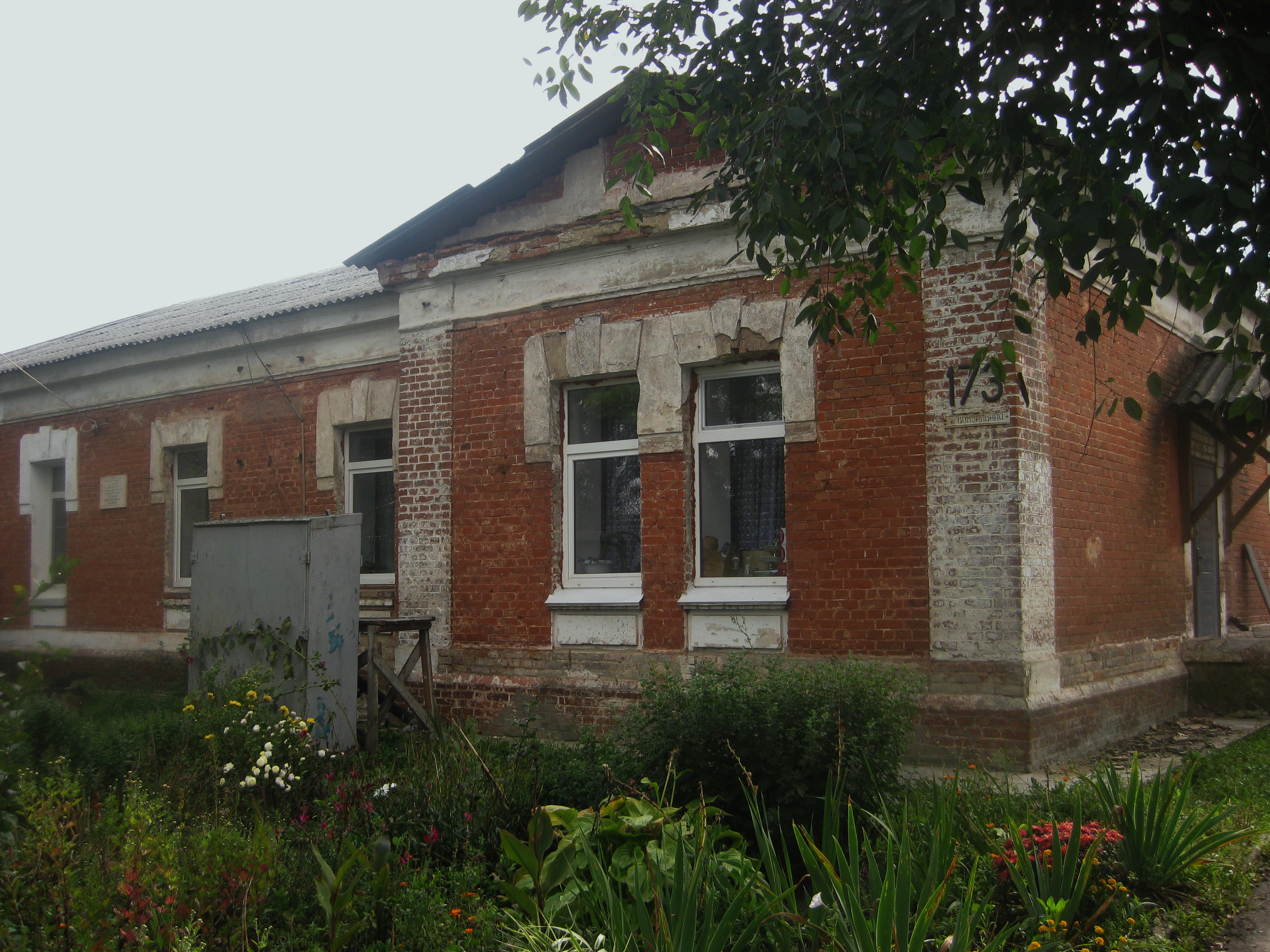
Вокзальна, 173
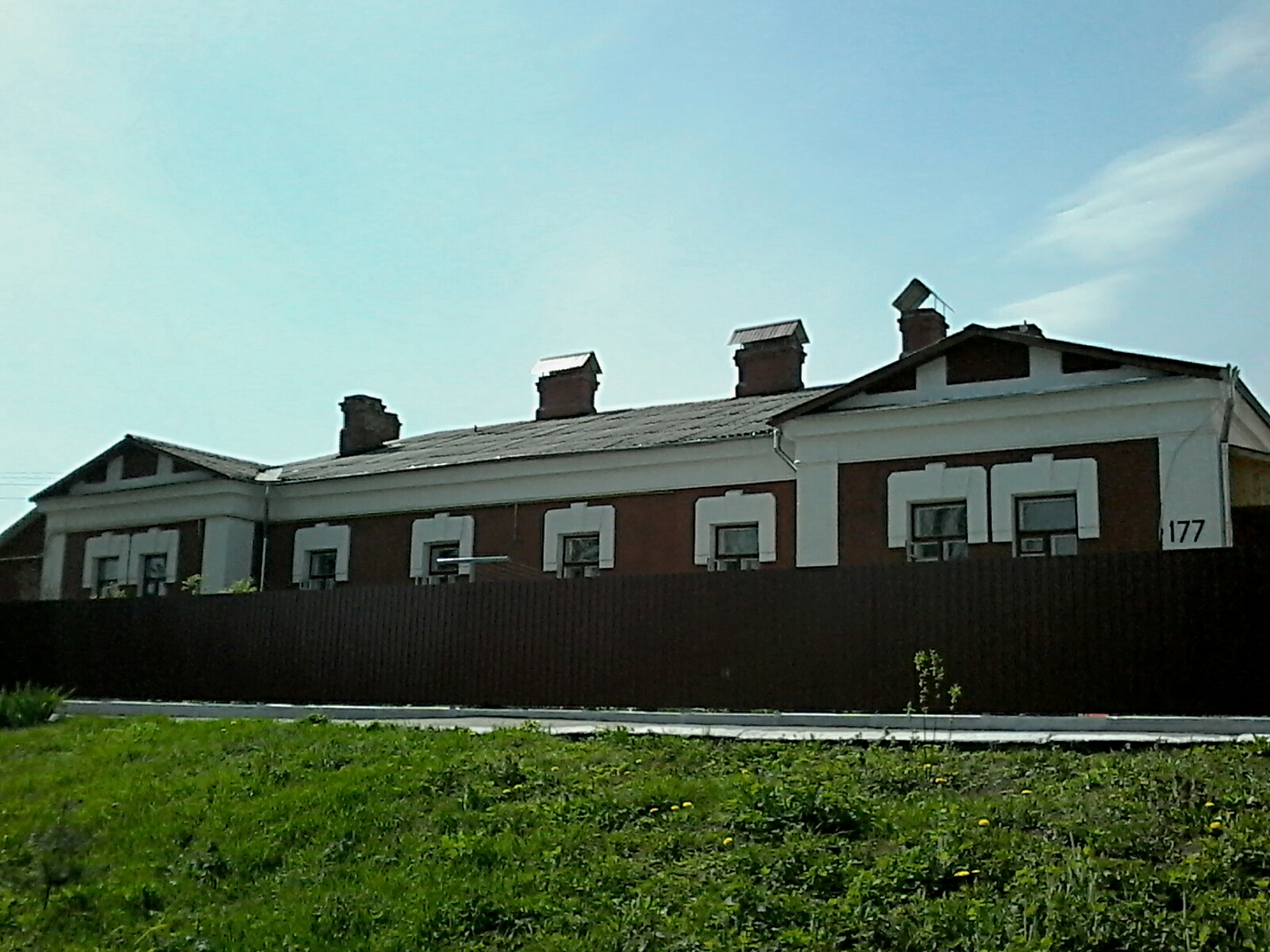
Вокзальна, 177
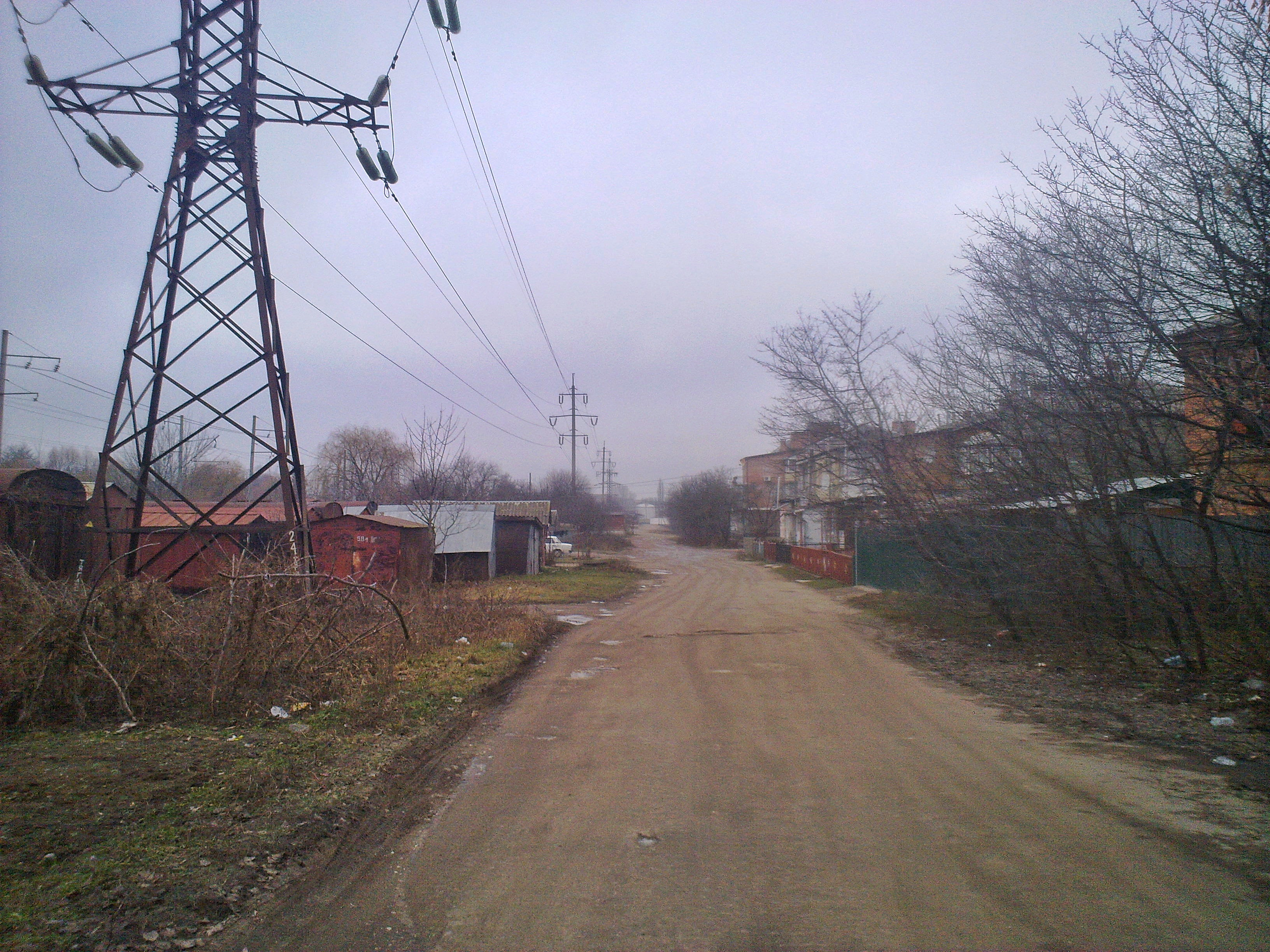
Кінець вулиці Вокзальної
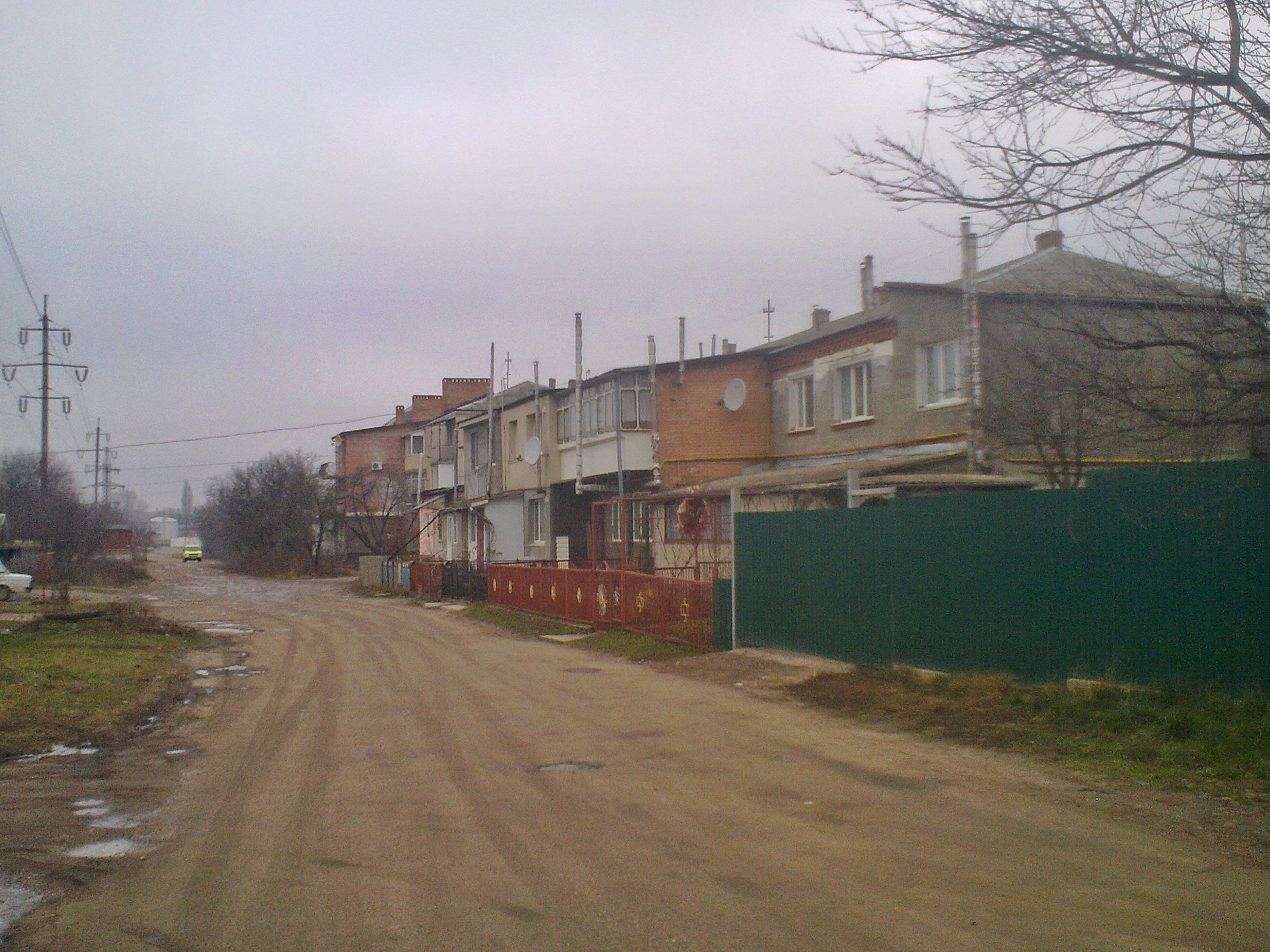
Кінець вулиці Вокзальної